# Comuna de Miłakowo
Miłakowo (polaco: Gmina Miłakowo) é uma gminy (comuna) na Polónia, na voivodia de Vármia-Masúria e no condado de Ostródzki. A sede do condado é a cidade de Miłakowo.
De acordo com os censos de 2004, a comuna tem 5769 habitantes, com uma densidade 36,2 hab/km².

## Área
Estende-se por uma área de 159,36 km², incluindo:
- área agricola: 62%
- área florestal: 19%

## Demografia
Dados de 30 de Junho 2004:
|                      | Total   | Total | Mulheres | Mulheres | Homens  | Homens |
| -------------------- | ------- | ----- | -------- | -------- | ------- | ------ |
|                      | pessoas | %     | pessoas  | %        | pessoas | %      |
| População            | 5769    | 100   | 2897     | 50,2     | 2872    | 49,8   |
| Densidade (pop./km²) | 36,2    | 100   | 18,2     | 18,2     | 18      | 18     |

De acordo com dados de 2002, o rendimento médio per capita ascendia a 1293,15 zł.

## Subdivisões
- Bieniasze, Boguchwały, Głodówko, Gudniki, Henrykowo, Książnik, Mysłaki, Nowe Mieczysławy, Pityny, Polkajny, Raciszewo, Roje, Różnowo, Stare Bolity, Trokajny, Warkały, Warkałki.

## Comunas vizinhas
- Godkowo, Lubomino, Morąg, Orneta, Świątki